# Prajwala

Prajwala est une organisation non gouvernementale basée à Hyderabad, en Inde, qui se consacre exclusivement à l'éradication de la prostitution forcée et du trafic sexuel. Fondée en 1996 par Sunitha Krishnan et le Frère Jose Vetticatil, l'organisation œuvre activement dans les domaines de la prévention, du sauvetage, de la réhabilitation, de la réintégration et du plaidoyer pour lutter contre la traite sous toutes ses formes et pour redonner leur dignité aux victimes d'exploitation sexuelle à des fins commerciales. 
Actuellement, Prajwala gère dix-sept centres de transition pour les enfants de femmes prostituées, trois centres de conseil de situation de crise dans les postes de police, une unité de production-formation pour la réadaptation économique et un centre d'hébergement thérapeutique pour femmes et enfants victimes de la traite sexuelle dont la majorité sont séropositives. Sur ses 200 employés, 70 % sont eux-mêmes des survivants. Prajwala forme également des partenariats avec les communautés locales, la société civile, des entreprises et des organismes gouvernementaux sur divers aspects de la prévention, de la protection et des poursuites en Inde et dans le monde.   

## Histoire
La philosophie de Prajwala évolue après l'évacuation forcée du plus vieux quartier chaud de la ville d'Hyderabad, Mehboob ki Mehindi, en 1996. En conséquence, des milliers de femmes victimes de la prostitution sont soudainement déracinées, sans abri et déplacées. Sur la base du plaidoyer des femmes pour un avenir digne pour leurs enfants, un missionnaire catholique, Frère Jose Vetticatil, et une religieuse hindoue, Sunitha Krishnan, unissent leurs forces pour lancer une intervention visant à empêcher les mineurs d'entrer dans le commerce du sexe. Ce programme, appelé Prevention Through Education, consiste au départ en une petite école gérée dans une maison close laissée vacante. 
Le processus d’interaction avec les femmes constitue une menace pour les trafiquants, les intermédiaires et les courtiers, ce qui entraîne une lutte de longue haleine pour l’équipe centrale de Prajwala. Les fondateurs sont confrontés à plusieurs reprises à des situations mettant leur vie en danger qu'ils affrontent avec la conviction qu'une alternative viable est possible. L'énormité de la situation et l'ampleur de la tâche n'empêche pas Prajwala de faire un petit changement dans cette communauté. Au fur et à mesure, la portée de Prajwala s'élargit pour répondre aux multiples besoins des victimes et mettre en place un large éventail d'initiatives de lutte contre la traite, en faisant pleinement confiance à la participation des personnes au processus de transformation sociale.

## L'approche
Au fil des années, Prajwala met au point des interventions axées sur les besoins selon une approche stratégique à plusieurs volets reposant sur cinq piliers : prévention, sauvetage, réhabilitation, réintégration et plaidoyer.  

### La prévention
Prajwala utilise l'éducation fondée sur les valeurs comme principal outil pour empêcher les enfants de femmes prostituées d'entrer dans le commerce de la chair. Les centres de transition de l'organisation à Hyderabad fonctionnent comme des écoles relais qui non seulement favorisent le développement global des enfants, mais les dotent également des compétences psychosociales et scolaires nécessaires pour assurer leur avenir en brisant les cycles de la pauvreté et de l'exclusion sociale. Les mères et les responsables locaux sont les principaux contributeurs et partenaires de ce programme. Jusqu'à présent, ces centres ont touché plus de 7 000 enfants et les ont empêchés d'entrer dans la prostitution. 
L'organisation renforce également les capacités des individus et des groupes grâce à un lien actif avec les membres de la communauté, la police et l'administration du district afin de créer une tolérance zéro pour l'exploitation sexuelle à des fins commerciales. En 2011, Prajwala lance une campagne de masse appelée Men Against Demand (MAD), qui mobilise les hommes pour qu'ils s'opposent à la recherche de rapports sexuels rémunérés et les encourage à lutter contre le trafic sexuel en abolissant sa demande. Depuis sa création, le programme de prévention communautaire de Prajwala a sensibilisé plus de 8 millions de personnes.  

### Porter secours
Au cours des premières années, Prajwala a des expériences négatives avec la police. L'équipe du programme de sauvetage et de restauration travaille donc de manière indépendante, sans coopération policière. Cependant, lorsqu'un membre de l'équipe - un ancien proxénète - est brutalement assassiné en 1999, Prajwala commence à collaborer avec les responsables politique pour mener des opérations de sauvetage conjointes.  
 Parfois, les hommes se font passer pour des clients, soit comme leurres lors d’un raid, soit pour recueillir des informations sur une maison close. Les survivantes travaillent en tant que conseillères, donnant des conseils immédiats aux filles secourues terrifiées. Aucun d'entre eux n'a d'armes et la menace de violence est constante. Mais Prajwala offre à ses employés quelque chose de précieux : la possibilité d’influencer profondément la vie des gens jour après jour.  
 Aujourd'hui, Prajwala collabore régulièrement avec des unités de lutte contre la traite des êtres humains (ATHU), des inspecteurs de la police criminelle de l'État et des cellules de protection des femmes à travers l'Inde pour enquêter sur les femmes et les sauver du trafic. L'organisation apporte un soutien moral, financier, juridique et social aux victimes et veille à ce que les auteurs soient traduits en justice. Prajwala exploite également trois centres de conseil de crise dans les commissariats de police aux points d’entrée et de sortie de Hyderabad afin d’identifier les mineurs dans les affaires de prostitution et d’interception des cas de trafic. En 2014, l'organisation a sauvé plus de 9 500 victimes de l'exploitation sexuelle à des fins commerciales. 

### Réhabilitation
Afin de répondre aux besoins multidimensionnels des victimes de la traite, Prajwala facilite les aspects psychologiques, économiques et civiques de la réadaptation des enfants et des adultes sauvés. 
Prajwala construit un centre d'hébergement résidentiel à 65 km de Hyderabad pour offrir un environnement sûr et propice à la guérison des jeunes femmes et des filles sauvées. Lorsqu'elles arrivent pour la première fois, les victimes tentent souvent de s'échapper ou de se suicider à cause du trouble de stress post-traumatique extrême, du syndrome de Stockholm et de maladies potentiellement mortelles telles que le VIH / sida. C'est pourquoi le conseil de crise et le soutien psychosocial facilitent le processus de guérison. Avec l'aide de travailleurs sociaux, de personnel médical, de gardiens et d'enseignants, Prajwala propose également des soins de santé, une éducation, du yoga et de la méditation, une alimentation nutritive, des programmes et activités thérapeutiques, ainsi que des formations à la vie active et à des compétences professionnelles.  

Dans le cadre de l'autonomisation économique, Prajwala aide les survivants à acquérir les compétences et les capacités nécessaires pour gagner leur vie de manière digne et prospérer de manière autonome. Dans l'unité de production et de formation à petite échelle, les survivants apprennent des métiers non conventionnels tels que la soudure, la reliure, la menuiserie, la publication assistée par ordinateur et la sérigraphie. 
 Prajwala s'attache à exploiter le potentiel et les forces innés de ces survivants dans des projets visant à leur réintégration dans la société en tant qu'égaux. Cela signifie capitaliser sur la force que les filles ont été obligées d'acquérir - leur intrépidité et leur manque d'inhibition. 
 La stratégie de réhabilitation économique implique une recherche intensive sur les besoins et les aptitudes, associée à une évaluation du marché afin de générer des opportunités économiques viables et durables. Prajwala travaille en coopération avec le secteur des entreprises pour placer les survivants dans des emplois correspondant à leurs intérêts, tels que chauffeurs de taxi, opérateurs de caméras, ménagères, agents de sécurité, infirmières auxiliaires, maçons, etc,. Au fil des ans, des centaines de survivants sont formés dans l'unité de production-formation et obtiennent un emploi en dehors de l'organisation dans les secteurs des services, de l'hôtellerie et de la construction. 
La phase finale de la réadaptation de Prajwala consiste à acquérir une identité civique en fournissant des allocations de secours immédiat, un logement, des soins de santé, des papiers d’identité avec photo et une carte électorale. Au fil des ans, 521 survivants ont été logés dans le cadre du programme de logement, un programme social subventionné par le gouvernement. En tant que conseillère du projet Nirbhaya au Kerala Sunitha Krishnan fait également appel avec succès au gouvernement pour qu'il accorde une indemnisation financière aux mineures victimes de viol,. 

### Réintégration
Afin d'aider les victimes à se réintégrer avec succès dans la société en général, Prajwala les réunit avec leurs familles, organise leur mariage et soutient des modes de vie autonomes. En 2007, Prajwala lance le mouvement de survivants Aparajita (qui signifie « ceux qui restent invaincus malgré tout »), qui est un réseau permettant aux survivants réintégrés d'accéder à un soutien social. En 2011, Prajwala organise une conférence nationale des survivants de deux jours au cours de laquelle 40 membres d'Aparajita préparent une charte sur le long cours à suivre pour le sauvetage et la réhabilitation des victimes de la traite, qui est présentée à la Cour suprême en tant que protocole de protection des victimes. 

### Plaidoyer
Prajwala travaille sans relâche pour amener le gouvernement indien à changer d'attitude en ce qui concerne les politiques favorables aux victimes ainsi que la sensibilisation à la traite à des fins sexuelles, par le biais de campagnes de sensibilisation politiques, juridiques et médiatiques. 

#### Plaidoyer politique et juridique
En 2002, Prajwala mène une recherche-action et publie un document intitulé The Shattered Innocence sur le trafic entre l'Andhra Pradesh et les autres États indiens, révélant la réalité et l'ampleur des faits ainsi que le profil démographique des communautés vulnérables. Lors de la soumission de ce rapport au gouvernement, une consultation au niveau étatique sur la nécessité d'une approche multisectorielle pour traiter le problème apparaît.  
En collaboration avec Prajwala, le Département de la protection des femmes et des enfants commencent à jouer un rôle proactif dans toutes les activités postérieures au sauvetage. À la suite des efforts de lobbying de Prajwala, un comité de coordination de haut niveau avec les secrétaires de tous les départements gouvernementaux concernés est formé. Les lignes directrices du projet de l'État en matière de lutte contre la traite des êtres humains est préparé par Prajwala. Après approbation du conseil des ministres, la politique est présentée sous le nom de GO Ms 1 le 1er janvier 2003. 
En 2013, Prajwala fait pression en faveur d'une politique de lutte contre la traite des êtres humains au Kerala, baptisée « Programme de fonds pour les femmes et les enfants », et Sunitha Krishnan devient la conseillère d'État chargée de cette politique novatrice. Elle est également nommée membre de la Commission des femmes de l'Andhra Pradesh et contribue au nouveau projet de loi indien sur le viol, qui est adopté par le Parlement en 2013 afin d'accroître les mesures punitives contre la violence et les agressions sexuelles. 
En outre, Sunitha Krishnan organise des ateliers de sensibilisation à l'intention de milliers de hauts fonctionnaires de police, juges, procureurs et membres du Comité de la protection de l'enfance afin de les doter de la compréhension et des compétences nécessaires pour traiter efficacement les affaires de traite des êtres humains et de défendre les intérêts des enfants devant tribunaux. En conséquence, le personnel de police allant des surintendants à sous-inspecteurs sont formés à la manière de combattre ce type de crime et de répondre aux besoins psychosociaux des victimes pendant et après le sauvetage. 

#### Défense dans les médias
En collaboration avec le réalisateur de renommée internationale Rajesh Touchriver (en), Prajwala produit plusieurs films sur le trafic sexuel et les abus sexuels sur enfants afin d'éduquer et de sensibiliser les masses. Le documentaire 2005 Anamika — The Nameless remporté le prix AC dans la catégorie "Meilleur prix étranger", le meilleur montage du Festival Cine de Grenade et le prix du meilleur documentaire au Hyderabad International Film Festival. Le film est depuis inclus dans les programmes de l'Académie nationale de la police et de l'Académie judiciaire nationale de l'Inde. Le film choquant de Prajwala, The Sacred Face, brise également le silence sur les horreurs de l'inceste perpétrées par les hauts responsables à Hyderabad. 
En 2009, Sunitha Krishnan prononce un discours lors d'une conférence officielle de TED India sur le travail de Prajwala, vu par 2,5 millions de personnes depuis. Son apparition en juillet 2012 dans l’émission télévisée d’Aamir Khan, Satyamev Jayate, permet non seulement de lever des sommes énormes, mais également de réseauter avec des propriétaires d’entreprises souhaitant proposer des emplois aux survivants. En outre, Prajwala sensibilise plus de 3 000 sociétés par le biais des conférences INK et The Indus Entrepreneurs (TiE), qui ont un impact profond sur les participants.  
En janvier 2013, Prajwala lance son long métrage bilingue sur le trafic sexuel intitulé Ente en malayalam et Na Bangaru Talli en télougou. Le ministre en chef du Kerala, Shri Oommen Chandy, et le ministre des Affaires sociales, MK Muneer, assistent à la première diffusion d'Ente à Cochin, ainsi qu'à la première du film à Trivandrum. Na Bangaru Talli remporte 5 prix internationaux en 2013 notamment le prix du meilleur long métrage au Trinity International Film Festival aux États-Unis et le prix d'excellence de l'IFFCRM en Indonésie.   

## Prix
Prajwala reçoit plusieurs prix nationaux et internationaux pour son travail : 
- En avril 2008, Prajwala remporte le prestigieux prix international AGFUND pour son travail de pionnier dans la lutte contre la traite des femmes et des enfants par le biais d'un partenariat communautaire[65].
- Prajwala reçoit le prix national pour la protection de l'enfance du gouvernement de l’Inde en février 2009 pour les services exceptionnels rendu pour prévenir la traite d’enfants et pour ses efforts remarquables visant à sauver et réhabiliter les enfants victimes de la traite à des fins sexuelles[66].

S'appuyant sur son travail inlassable en tant que militante anti-traite, la fondatrice de Prajwala, Sunitha Krishnan, reçoit de nombreuses distinctions et honneurs, notamment le Real Heroes Award de la Reliance Foundation et de CNN-IBN (2008), le prix John Jay du Collège de justice pénale (2011), le Vanitha de la femme de l'année (2011), le Living Legends de la Human Symphony Foundation (2013), le Prix national de la bravoure décerné par Godfrey Phillips en 2013, et le prix de la personnalité de l'année décerné par Limca Book of Records, 2014. 